# Лапкин, Олег Александрович
Олег Александрович Лапкин (14 июля 1941, Москва — 19 августа 2020, там же) — спортсмен (стрелковый спорт); тренер сборных СССР и России по пулевой стрельбе в винтовочных упражнениях. Заслуженный мастер спорта СССР (1969), заслуженный тренер СССР (1980), судья международной категории.

## Биография
Окончил Московский энергетический институт.
С 1962 по 1973 год был спортсменом, затем с 1970 по 1992 работал тренером мужской винтовочной группы сборной СССР. Осенью 1992 года покинул пост тренера сборной команды страны по принципиальным соображениям и в течение года работал по специальности — инженером-электронщиком. В этот же период начал помогать в тренировках Артёму Хаджибекову и его тренеру Юрию Хлынину. Являлся тренером Хаджибекова, несмотря на отрицательное отношение к наличию в команде личных учеников главного или старшего тренера.
Осенью 1993 года Олег Александрович был приглашен в сборную России главным тренером и принял команду в непростые времена.

Два сезона — 1993—1994 гг. — команда держалась только на энтузиазме тренеров и стрелков. Всё, что мог предложить нам тогда Олимпийский комитет, — это два сбора в году, с таким режимом о подготовке к Олимпиаде нечего было и думать. Но с прошлого года финансирование пошло в полном объёме, вся предложенная нами программа была оплачена, и — результат налицо.
В 2008 году после Олимпиады в Пекине покинул пост главного тренера сборной.

Сжигать мосты я начал заблаговременно, ещё до Олимпиады. Многим открыто говорил об этом. Мне уже сложно переносить крупные соревнования: всегда сильно переживаю. К тому же мы теперь живем в другом государстве, поэтому нужны другие внутриорганизационные подходы. Главный тренер должен быть не только специалистом в области стрельбы, но и профессионалом в менеджменте. Я же, как человек советской закалки, могу только консультировать.

## Награды
- Заслуженный работник физической культуры России[6][7];
- Орден Почёта (1997)[8];
- Орден Дружбы (2006)[9].

## Достижения
- 3-кратный чемпион мира (1970)
- серебряный призёр чемпионата мира (1970)
- 10-кратный чемпион Европы (1965, 1969, 1973)
- 3-кратный серебряный призёр чемпионата Европы (1969)
- 5-кратный чемпион СССР (1967, 1968, 1970, 1972)
- 7-кратный рекордсмен мира и Европы
- 10-кратный рекордсмен СССР